# 경설
경설(驚雪)은 돌나물과 석연화속에 속하는 다육식물이다. 학명은 에케베리아 루니오니(Echeveria runyonii). 멕시코 타마울리파스주가 원산지다.